# Tweedegeneratieslachtoffer
Een tweedegeneratieslachtoffer, ook wel tweedegeneratie oorlogsgetroffene genoemd, is iemand die de psychische gevolgen draagt van gebeurtenissen die zijn of haar ouders zijn overkomen. Opgroeien in een gezin waarvan één of beide ouders een overlevendensyndroom hebben, of een ouder in de oorlog is omgekomen, heeft effect op de kinderen. In ernstige gevallen worden de kinderen en zelfs de kleinkinderen tevens slachtoffer.
De bewustwording van de tweedegeneratieproblematiek begon in 1979 met de publicatie van het boek Children of the Holocaust van Helen Epstein. Tijdens de babyboom na de Tweede Wereldoorlog werden in Nederland tweeënhalf miljoen kinderen geboren. Jaarlijks zochten enkele duizenden leden van deze naoorlogse generatie psychotherapeutische hulp. Een belangrijk aspect van de tweedegeneratieproblematiek is het niet weten wat er is gebeurd, omdat hun ouders daarover niet wilden of konden praten.
De term tweedegeneratieslachtoffer wordt meestal gebruikt in relatie met de Tweede Wereldoorlog, maar is evenzeer van toepassing op kinderen van andere oorlogsgetroffenen, kindsoldaten, kinderen van vluchtelingen en van veteranen van vredesmissies. In 1990 is aan de Radboud Universiteit Nijmegen een bijzondere leerstoel transgenerationele oorlogsgevolgen ingesteld. Het onderwijs en onderzoek in het kader van deze leerstoel is gericht op alle categorieën kinderen van de oorlog en tweedegeneratieslachtoffers, inclusief de kinderen wier ouders tijdens de Tweede Wereldoorlog 'fout' waren. De eerste bijzonder hoogleraar was David de Levita. Sindsdien heeft het onderzoeksveld zich uitgebreid tot vele andere groepen.

## Wezen
Als de ouder (het slachtoffer) is omgekomen, dan kunnen bij het kind psychische problemen ontstaan als het zich voortdurend afvraagt hoe de ouder zijn lot heeft ondergaan. Angsten kunnen gaan overheersen, weerzin tegen de medemens ontstaat en het gemis van de ouder wordt sterk gevoeld. In het geval van Joodse slachtoffers speelt bovendien mee dat soms vele tientallen familieleden zijn vermoord, waardoor een enorm wantrouwen tegen de maatschappij kan ontstaan; er blijft angst dat het hen ooit ook kan overkomen.

## Kinderen van overlevenden
Mensen die een Duits concentratiekamp of een Japans interneringskamp hebben overleefd, zijn psychisch veelal getraumatiseerd. Zij praatten veel over de wreedheden, of bleven juist zwijgen, wat kan leiden tot een grote onzekerheid van hun kinderen. Door het verlies van dierbaren kunnen de ouders een emotionele blokkade hebben gekregen waardoor ze zich niet aan hun kinderen kunnen hechten, of niet de aandacht en liefde kunnen schenken die kinderen nodig hebben. Als kinderen emotioneel voor hun beschadigde ouders gaan zorgen (parentificatie), verstoort dat hun ontwikkeling en kunnen zij erg serieuze, gesloten kinderen worden. Veel kinderen van voormalige concentratiekampgevangenen hebben dan ook grote psychische problemen met als gevolg verlies van contact met vrienden, verwanten en zelfs hun kinderen, mislopen van een schoolopleiding en grote maatschappelijke nadelen. Deze zelfde problemen doen zich voor bij kinderen van mensen die ondergedoken waren, en bij kinderen van mensen die getraumatiseerd zijn doordat ze op jonge leeftijd veel naaste familie hebben verloren, of bij hun ouders zijn weggehaald.

## Kinderen van verzetsmensen
Ook kinderen van verzetsmensen kampen vaak met emotionele blokkades. Evenals kinderen van overlevenden, is een relatief groot deel van hen vrijwillig kinderloos gebleven. Tot steun aan deze mensen is op 22 april 1989 de Vereniging Kinderen van Verzetsdeelnemers 1940 – 1945 (KvV) opgericht met het oogmerk mensen wier (groot)ouders in de Tweede Wereldoorlog deelnamen aan het verzet, bij elkaar te brengen.

## Kinderen van 'foute' ouders
In Nederland leefden rond het begin van de eenentwintigste eeuw naar schatting meer dan 750.000 kinderen van 'foute' ouders. 'Foute' ouders zijn ouders die in de Tweede Wereldoorlog de kant van de bezetter kozen. Dat kunnen NSB'ers geweest zijn, maar ook Duitse soldaten. De kern van de problematiek van de kinderen is dat zij te maken hebben met het maatschappelijk of zelfs juridisch oordeel over hun ouders, dat zijn weerslag had op het gezin. Door gevangenisstraf, scheidingen, ruzies, sociale isolatie en maatschappelijk stigma is hun jeugd veelal niet eenvoudig geweest. Velen van hen hebben last van miskenning, angst, schuldgevoel en zwijgzaamheid. Omdat het verleden van de ouders de kinderen werd aangerekend, waren hun maatschappelijke perspectieven beperkt. Zij konden bijvoorbeeld niet in dienst van de overheid treden. Stichting Werkgroep Herkenning onderkent ook diepgewortelde loyaliteits- en identiteitsproblemen.

## Financiële ondersteuning oorlogsgetroffenen
Nederland kent verschillende uitkeringen voor oorlogsgetroffenen. Al in 1947 is er voorzien in een buitengewoon pensioen voor oud-verzetsstrijders en zeelieden-oorlogsslachtoffers. Regelingen voor de naoorlogse generatie zijn van later datum. In 1972 werd de Wet uitkeringen vervolgingsslachtoffers 1940-1945 (WUV) van kracht en in 1984 de Wet uitkeringen burger-oorlogsslachtoffers 1940-1945 (WUBO). Op basis van deze wetten kunnen oorlogsslachtoffers, hun weduwen, weduwnaars en wezen (tweedegeneratieslachtoffers) in aanmerking komen voor financiële ondersteuning. In 1994 werd bovendien de Tijdelijke vergoedingsregeling psychotherapie na-oorlogse generatie ingevoerd.